# Wola Kutowa
Wola Kutowa – wieś w Polsce położona w województwie łódzkim, w powiecie piotrkowskim, w gminie Czarnocin.
Prywatna wieś duchowna Kochanie położona była w drugiej połowie XVI wieku w powiecie piotrkowskim województwa sieradzkiego, własność krakowskiej kapituły katedralnej. W latach 1975–1998 miejscowość administracyjnie należała do województwa piotrkowskiego.